# 劉紹臣
劉紹臣（1944年4月26日—），台灣大氣科學家，現擔任中央研究院環境變遷研究中心特聘研究員並曾任該中心主任，並且是第29屆中央研究院院士。

## 生平
於1944年生於中華民國河北省，父親是當地的小地主，國共內戰期間舉家遷往台灣，定居臺中縣豐原鎮（今臺中市豐原區）。國立臺中第一高級中學畢業後進入國立成功大學物理系就讀，於1966年取得學士學位。之後於1972年在美國匹茲堡大學獲得物理博士學位。獲得博士學位以後曾在美国国家海洋和大气管理局、喬治亞理工學院任職。1999年回到台灣進入中央研究院擔任特聘研究員至今，並擔任中央研究院環境變遷研究中心首任主任，並且在國立臺灣大學和國立中央大學任教。

## 研究
劉紹臣的研究著重在大氣化學、空氣品質、稀有氣體及氣膠之收支平衡、生地化循環、氣候變遷。
劉紹臣曾參與「聯合國跨國氣候變遷小組」研究報告，並協助該研究小組與美國前副總統艾爾·高爾獲得2007年諾貝爾和平獎。聯合國環境規劃署發感謝函給劉紹臣表揚他對氣候變遷研究的貢獻。

## 榮譽與獎項
- 美國地球物理聯盟會士
- 中華民國氣象學會會士
- 中技社科技獎
- 第29屆中央研究院院士
- 國立成功大學傑出校友[5]
- 第三世界科學院院士[6]

## 外部連結
- 劉紹臣在中央研究院網頁（页面存档备份，存于）

| 前任： 首任 | 中央研究院 環境變遷研究中心主任 2004年1月1日—2012年12月31日 | 繼任： 王寳貫 |